# Empire Earth II
Empire Earth II (tạm dịch: Đế quốc Địa cầu 2) viết tắt EE2, là trò chơi máy tính thuộc thể loại chiến lược thời gian thực do hãng Mad Doc Software phát triển và Vivendi Universal Games phát hành vào ngày 26 tháng 4 năm 2005. Là phần tiếp theo của tựa game bán chạy nhất Empire Earth, phát triển bởi hãng Stainless Steel Studios nay không còn tồn tại. Trò chơi có 15 kỷ nguyên và 14 nền văn minh khác nhau.
Empire Earth II có ba chiến dịch trong phần chơi đơn gồm: Triều Tiên, Đức và Mỹ cũng như một số kịch bản khác có thể chơi được. Game nhận được sụ đánh giá tích cực, trung bình ở mức 79% trên GameRankings. Ngoài ra nhà sản xuất còn tung thêm một bản mở rộng với tựa đề Empire Earth II: The Art of Supremacy được phát hành vào ngày ngày 14 tháng 2 năm 2006.

## Cách chơi
Empire Earth II xuyên suốt quá trình hình thành và phát triển nền văn minh nhân loại, bắt đầu từ thời đại đồ đá, kéo dài cho tới hiện tại và xa hơn một chút là tương lai. Trên thực tế có rất nhiều quốc gia tồn tại trong khoảng thời gian này nhưng trò chơi chỉ chọn ra khoảng 14 quốc gia tiêu biểu đại diện cho các nền văn minh lớn gồm Mỹ, Anh, Đức, Hy Lạp, La Mã, Babylon, Ai Cập, Thổ Nhĩ Kỳ, Trung Quốc, Nhật Bản, Triều Tiên, Hy Lạp, Aztec, Inca, Maya... và mỗi quốc gia đều có những ưu thế riêng nổi bật về các mặt như kinh tế, quân sự cùng những đơn vị quân đặc trưng.
Empire Earth II có tới 15 kỷ nguyên, mỗi kỷ nguyên đều đại diện cho một phần lịch sử nhân loại. Ngay khi người chơi phát triển lên mỗi thời kỳ thì sẽ xuất hiện các đơn vị và công trình mới. Một số thời kỳ trong game giống hệt phiên bản Empire Earth đầu tiên trừ một ngoại lệ là Empire Earth II không có kỷ nguyên không gian. Các kỷ nguyên trong Empire Earth gồm thời kỳ Đồ đá (Stone Age), thời kỳ Đồ đồng đá (Copper Age), thời kỳ Đồ đồng (Bronze Age), thời kỳ Đồ sắt (Iron Age), thời kỳ Tăm tối (Dark Age), thời Trung Cổ (Middle Ages), thời đại Phục Hưng (Renaissance), thời kỳ Cận đại (Imperial Age), thời kỳ Khai sáng (Enlightenment Age), thời đại Công nghiệp (Industrial Age), Thế chiến I (World War I), Thế chiến II (World War II), thời kỳ Hiện đại (Modern Age), thời đại Nguyên tử (Atomic Age), thời đại Kỹ thuật số (Digital Age), thời đại Di truyền (Genetic Age) và thời đại Nhân tạo (Synthetic Age).
Empire Earth II gồm hai loại tài nguyên là tài nguyên chính yếu và tài nguyên đặc biệt. Các nguồn tài nguyên chính xuất hiện trong tất cả thời đại gồm lương thực, gỗ, vàng và đá. Nguồn tài nguyên đặc biệt bao gồm thiếc, sắt, kali nitrat, dầu mỏ và urani chỉ xuất trong một vài kỷ nguyên riêng biệt, ví dụ như thiếc vào kỷ nguyên 6, sắt trong kỷ nguyên 4 và không còn được sử dụng sau kỷ nguyên 9, kali nitrat ở kỷ nguyên 7 cho đến 12, dầu mỏ ở kỷ nguyên 10 và uranium trong kỷ nguyên 13. Điểm mới trong Empire Earth II, là người chơi không cần bận tâm tìm kiếm nguồn dự trữ tài nguyên, vì hầu hết chúng đều vô tận.
Mặt quản lý của Empire Earth II có khá nhiều tính năng mới như lập kế hoạch tác chiến cùng máy (một điểm khá độc đáo chưa từng có trong dạng game RTS), hay khai thác tài nguyên khá tiện: chỉ việc nhấn vào biểu tượng tài nguyên tương ứng với số nông dân có sẵn (thay cho việc phải đích thân phân bố), và người chơi có thể giám sát được số lượng phu đang dùng cho mỗi tài nguyên; hoặc chế độ ngoại giao (Diplomacy) trông khá hơn, người chơi có thể điều đình với đối phương bằng cách cống nạp đất, tài nguyên và đơn vị quân. Và cuối cùng là quản lý công dân (citizen manager), chế độ này giúp công việc quản lý và tìm kiếm tài nguyên của bạn trở nên dễ dàng hơn nhiều. Trên hình nền bản đồ thế giới, người chơi sẽ thấy rõ những vùng có chứa tài nguyên và số lượng tài nguyên mà mình đang sở hữu.
Phần nâng cấp công nghệ của game được chia làm ba nhóm là Quân sự, Kinh tế và Đế quốc. Sau khi nghiên cứu hết sẽ xuất hiện những công nghệ đặc biệt để người chơi tùy ý lựa chọn như tăng độ sát thương, khai thác nhanh. Chế độ 'War planner' cũng sử dụng bản đồ thế giới giống như, nhưng ngoài việc thể hiện lãnh thổ của từng quốc gia thì nó còn chỉ rõ hiện trạng quân đội của quốc gia đó, nên rất hữu ích cho việc đánh giá thực lực và điều động quân đội hiệu quả hơn. Nếu người chơi muốn tấn công một quốc gia khác thì chỉ cần một cú nhấp chuột mà thôi. Hình ảnh trong trò chơi đã được đổi mới hoàn toàn ngay từ phần cốt lõi, nhất là các hiệu ứng về thời tiết, ánh sáng, kể cả về địa hình.

### Mục chơi
Trò chơi được thiết kế cho cả hai chế độ chơi đơn và qua mạng. Ở chế độ chơi đơn có tất cả ba chiến dịch của các quốc gia: Triều Tiên, Đức và Mỹ; trong mỗi chiến dịch lại có 8 màn. Riêng về phần chơi mạng, có tất cả chín thể loại khác nhau; ngoài những thể loại truyền thống như: Death Match, King of the Hill, và Straight Conquest, thì nhà phát triển còn thêm vào một số thể loại mới rất lạ hứa hẹn nhiều thú vị cho người chơi.
Trò chơi được thiết kế để hỗ trợ 2 hình thức chơi mạng phổ biến hiện nay là chơi qua LAN hoặc Internet. Bên cạnh các chiến dịch và kịch bản đặc biệt, còn thêm vào phần chơi skirmish (giao tranh) nơi người chơi có thể quyết đấu với một đối thủ máy. Người chơi cũng có thể chơi với người chơi khác, tuy nhiên điều khoản EULA phổ biến là mỗi người chơi cần bản sao riêng của game thực sự hoạt động, ngay cả phần chơi LAN. Không giống như các chiến dịch hoặc các kịch bản, các điều kiện chiến thắng không bao giờ thay đổi. Có tám chế độ chơi khác nhau trong phần skirmish cũng có thể chơi trong mục chơi mạng. Các máy chủ mục chơi mạng được thực hiện offline vào ngày 1 tháng 11 năm 2008, sau đó người chơi chỉ có thể chơi thông qua mạng LAN.

## Chiến dịch
Empire Earth II có ba chiến dịch chơi đơn, một bộ sưu tập các màn chơi gọi là "bước ngoặt" và một chiến dịch hướng dẫn. Chiến dịch hướng dẫn nói về phe Aztec, có tới bốn màn chơi giúp người chơi tìm hiểu về cách chơi từng bước cụ thể của game. thứ nhất là về việc sáng lập thành phố Tenochtitlan, sang màn chơi tiếp theo là về cuộc chinh phục México của người Tây Ban Nha, kết thúc với sự kiện người Aztec tống cổ Hernán Cortés và đội quân Conquistador của ông. Màn chơi cuối cùng nói về một liên minh giữa Aztec với Hoa Kỳ và một cuộc chiến tranh với người Inca, xảy ra trước chiến tranh thế giới thứ II.
Chiến dịch phe Triều Tiên nói về lịch sử lập quốc của nước này từ năm 2333 TCN đến 676 CN, được chia thành tám màn chơi. Hai màn chơi đầu tiên kể về quá trình sáng lập nhà nước Cổ Triều Tiên và sự giao thiệp đầu tiên với các nước Triều Tiên khác và Trung Quốc đại lục, màn chơi tiếp theo là về cuộc chiến tranh đầu tiên của Triều Tiên với Trung Quốc và các nước khác của Triều Tiên. Kế đến là cuộc nội chiến Triều Tiên và liên minh Tân La-Trung Quốc và cuộc chiến do Tân La phát động nhằm thống nhất bán đảo Triều Tiên. Màn chơi cuối cùng của chiến dịch này là cuộc chiến cuối cùng với Trung Quốc. 
Chiến dịch phe Đức diễn ra trong khoảng thời gian 1220-1871 ở trung tâm châu Âu. Bốn màn chơi đầu tiên kể về quá trình phát triển và sụp đổ của tổ chức Hiệp sĩ Teuton. Hai màn chơi tiếp theo là về sự trỗi dậy của Phổ và cuộc chiến tranh bảy năm. Màn chơi kế tiếp là về cuộc chiến tranh giữa Phổ với Napoleon I của Pháp. Màn chơi cuối cùng là về cuộc chiến tranh với Đan Mạch, Áo và Pháp và sự thống nhất của nước Đức dưới thời Otto von Bismarck.
Chiến dịch phe Mỹ gồm một phần thực tế và một phần hư cấu, lấy khoảng thời gian 1898-2070. Màn chơi đầu tiên là về cuộc chiến tranh Tây Ban Nha-Mỹ ở Cuba, tiếp theo là cuộc tổng tấn công Meuse-Argonne trong Thế chiến I. Các màn chơi về Thế chiến II, với Chiến dịch Bắc Phi và một phiên bản hư cấu hóa cuộc tổng tấn công Ardennes. Kế đến là chuyển sang nhiệm vụ gián điệp trong thời chiến tranh lạnh chống lại Liên Xô. Các màn chơi tiếp theo đều được hư cấu hóa nói về âm mưu một cuộc đảo chính do viên Tướng vỡ mộng Charles Blackworth chống lại chính phủ Mỹ; nhiệm vụ của người chơi là ngăn chặn cuộc đảo chính này và cuối cùng là giao chiến với Blackworth và thuộc cấp của ông ta trong rừng mưa Amazon. Khi người chơi chiến thắng màn chơi cuối cùng trong chiến dịch này, có một bộ phim ngắn về nhân loại và Trái Đất. Khi bộ phim kết thúc thì cũng là lúc đoạn phim credit (danh sách những người đã tham gia thực hiện game) xuất hiện.
Ngoài ra còn thêm bốn màn chơi đặc biệt trong Empire Earth II được gọi là bước ngoặt. Những màn chơi này có thể chơi từ cả hai phe của một trận chiến hay chiến tranh đã làm thay đổi tiến trình lịch sử nhân loại. Màn chơi Normandy diễn ra trong cuộc xâm lược D-Day, người chơi có thể chọn chơi phe Mỹ nhằm lặp lại thành công của Chiến dịch Overlord, hoặc phe Đức để ngăn chặn các lực lượng Đồng Minh xâm lược qua bức tường Đại Tây Dương. Màn chơi Tam Quốc tái hiện thời kỳ hỗn chiến phân tranh thiên hạ giữa ba nhà Ngụy, Thục, Ngô sau khi nhà Hán sụp đổ, người chơi chỉ có thể chọn chơi phe Ngụy hoặc Ngô trong màn chơi này, người chơi sẽ giành lấy chiến thắng đúng như lịch sử nếu chọn phe Ngụy, hoặc lịch sử thay đổi khi chọn phe Ngô. 

## Đón nhận
| Nơi đánh giá        | Điểm số |
| ------------------- | ------- |
| IGN                 | 8.9/10  |
| GameSpy             | 5/5     |
| GameSpot            | 8.0/10  |
| The Armchair Empire | 8.5/10  |

Empire Earth II nhìn chung được đánh giá tốt với số điểm 8,9/10 của IGN, và 8,0 của GameSpot. Một thời gian ngắn sau khi game phát hành, nhận được sự khen ngợi cho phần lối chơi và tùy chọn để người chơi tùy biến trò chơi. "Những lời chỉ trích của game gồm các yêu cầu hệ thống cao, vấn đề với cơ chế tìm đường của đơn vị, đồ họa khiêm tốn, hệ thống phản công của đơn vị quá tệ, sự bất tiện, phức tạp, hầu như không có phần biên tập nhiệm vụ và sự phức tạp gia tăng gây ra bởi các tính năng mới của game". Số khác gồm phần âm nhạc tồi và các loại địa hình ít.